# Jávori István (sportvezető)

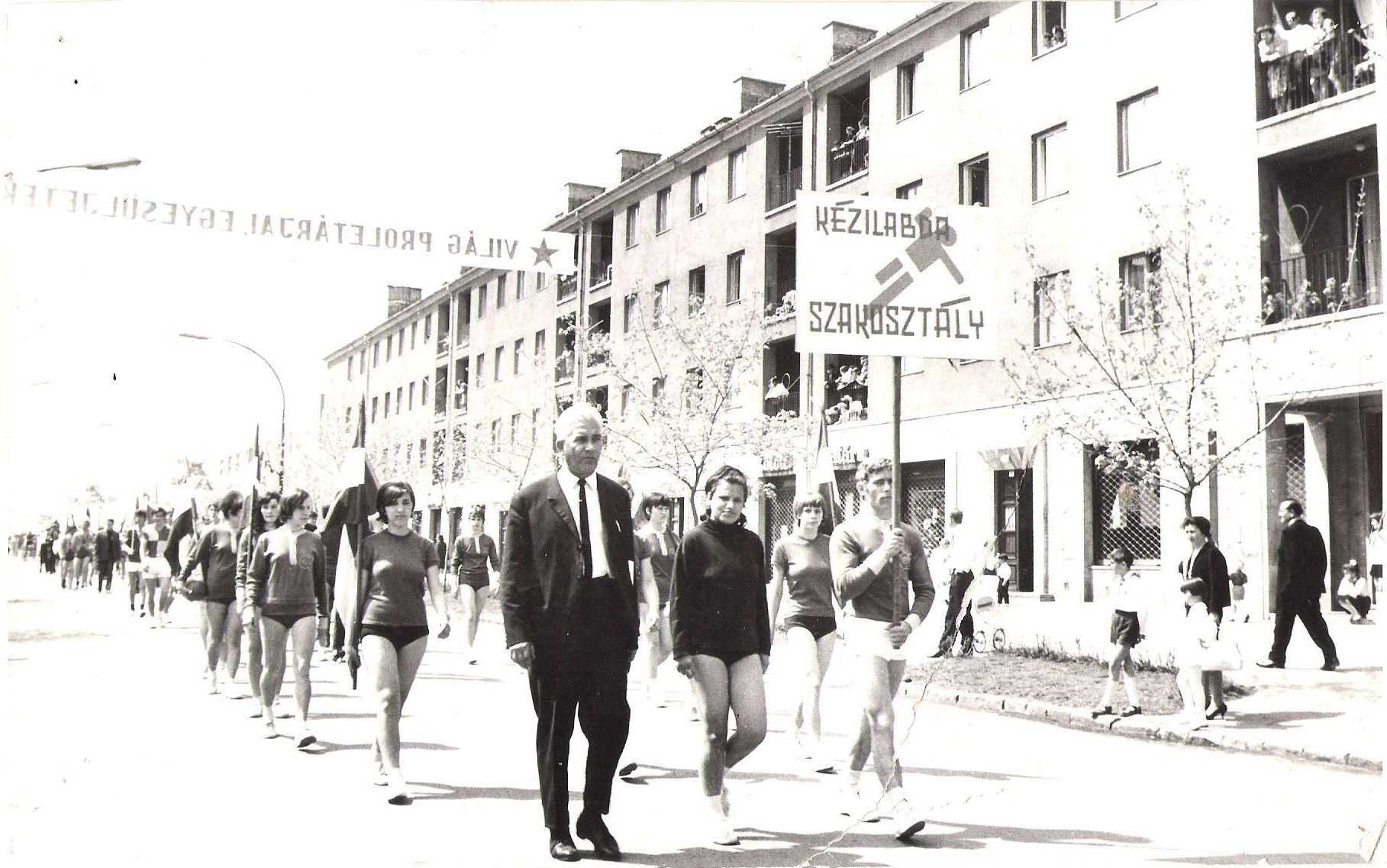
Felvonulás május elsején Kazincbarcika fő útján - Jávori István (ősz hajjal) a KVSE kézilabda szakosztályának élén

Jávori István, egyes helyeken Jávory István (Tornanádaska, 1922. augusztus 2. – Kazincbarcika, 1978. december 15.) sportvezető, aki Kazincbarcika sportéletében 1969-től 1978-ig több területen is tevékenykedett. Ő volt a Kazincbarcikai Vegyész Sport Egyesület kézilabda szakosztályának vezetője, később a Városi Kézilabda Szakszövetség elnöke. 1977-ben a Borsod-Abaúj-Zemplén megyei Tanács VB Testnevelési és Sporthivatala megbízta a megye Kézilabda Szövetségében az utánpótlás bizottsági elnök feladataival.

## Élete

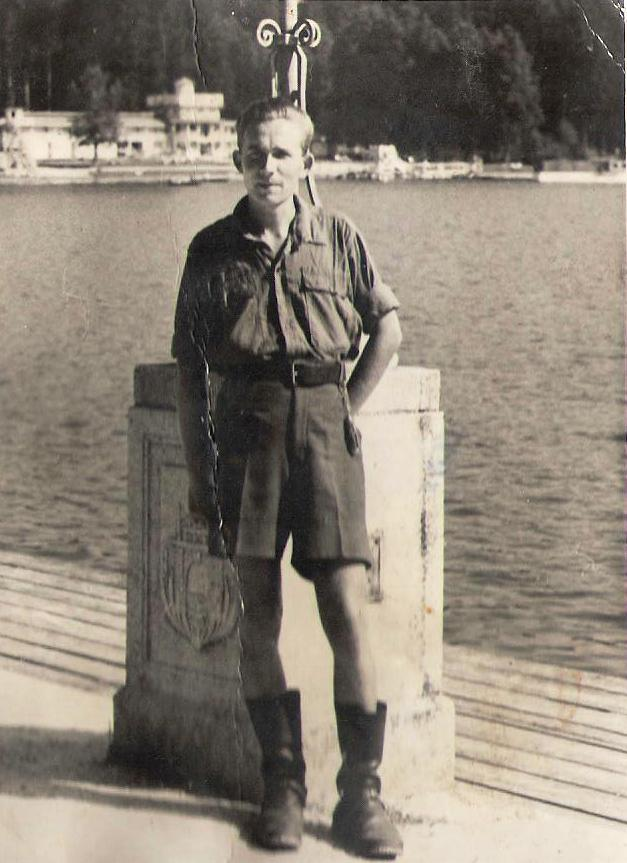
Angol-amerikai hadifogságból hazatérőben (1945 és 1947 között)

Jávori István 1922. augusztus 2-án született Jancsik István néven az Abaúj megyei Tornanádaskán. Édesapja, a szegényparaszti családból származó Jancsik József (1893–1970) mozdonyfűtőként dolgozott a MÁV-nál. Édesanyja, Miskovics Mária (1890–1971) volt, aki bányász családból származott, háztartásbeliként hat gyermeket nevelt. 1930-ban Jancsik Józsefet Miskolcra helyezték a MÁV ottani fűtőházához, ezért a család is a borsodi megyeszékhelyre költözött. Jávori István hat elemi és négy polgári iskolát végzett, ez utóbbit a Miskolci I. Sz. Állami Polgári Fiúiskolában (1935-1939). Közben 1936-ban a Magyar Királyi Belügyminisztérium engedélyével a családnevüket Jávorira változtatták. 17 évesen dolgozni kezdett: fűszerüzletben, a MÁV pályafenntartásán, 1941-től Miskolc városánál írnokként.
1943. október 4-én tényleges katonai szolgálatra vonult a Szolnoki repülőtér Parancsnokságához, mint újonc. A vadászrepülő századnál 1944 októberéig szolgált, majd Budapestre, a Mátyásföldi repülőtérre került, végül a Dunántúlra, Sömjénmihályfára.
1945 márciusában katonai egységét áttelepítették Németországba, ahol május 1-jén hadifogságba esett. 1945. október 24-én megszökött az amerikai hadifogolytáborból, és hosszú, viszontagságos út után – Olaszországon és Ausztrián keresztül – 1947 júliusában tért haza társaival Magyarországra.
1947-től 1962-ig a Dimávagnál (a Diósgyőri Gépgyárban) dolgozott segédmunkásként, majd raktárvezető, anyagbeszerző, végül a Melegüzem anyagbeszerzésének a vezetője lett. 1947-től tagja lett a Magyar Dolgozók Pártjának, majd 1978-ig a jogutódnak, az MSZMP-nek. 1949. augusztus 20-án megházasodott, feleségül vette Káplár Máriát (1928-1981), aki akkor a Diósgyőri Nehézszerszámgyár Titkos ügykezelésének a vezetője volt. 1952-ben felesége nővérének a fiát – Jávori (Franczia) Györgyöt – örökbe fogadták. Jávori István 1952-től tíz évig a Miskolci Járásbíróság népi ülnöke volt. 1955-től 1959-ig a Dolgozók Állami Közgazdasági Technikumában képesített könyvelőnek, vállalati tervezőnek és statisztikusnak tanult. 1960. szeptember 20-án gyermeke született, Jávori István József.
1962. április 29-től a Berentei Vegyi Művekben dolgozott tovább anyagbeszerzőként, ez év júniusában a családjával Kazincbarcikára költözött. A Borsodi Vegyi Kombinátban raktárgazdálkodási vezető, majd anyaggazdálkodási csoportvezető, 1972-től anyagtervező, statisztikus és elemző volt.
Külső munkatársa volt az Észak-Magyarország napilapnak, de cikkei jelentek meg a Kézilabdázás folyóiratban is.
Ekkoriban tagja volt a Borsod-Abaúj-Zemplén Megyei Népi Ellenőrzési Bizottságnak is.
Munkahelye 1975 nyarán megváltozott, a Borsodi Vegyi Kombinátból (ahol több mint 12 évet töltött el) a kazincbarcikai Városgazdálkodási Vállalat anyagbeszerzési osztályára került, itt 1978. december 15-ig, haláláig dolgozott.

## Sportvezető

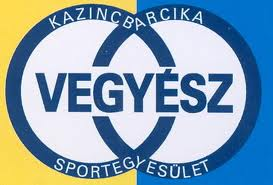
A Kazincbarcikai Vegyész Sportegyesület (KVSE) jelvénye

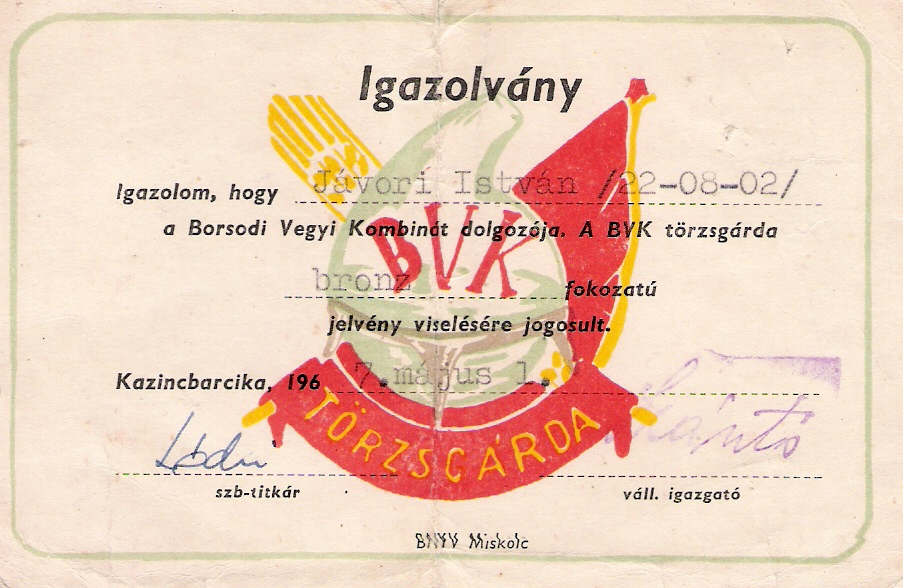
Törzsgárda igazolvány (BVK, 1967)

1969-ben kapcsolódott be a fiatal város sportéletébe. A Kazincbarcikai Vegyész Sport Egyesület kézilabda szakosztályának a vezetésével bízták meg. Ezt a feladatát ingyen, társadalmi munkában végezte.
Maksó Sándor a Kazincbarcika sporttörténete (1920-1992) című könyvében ezt írta róla és a korszakról:
A sportág lelkes híve, Jávory István szakosztályvezető, aki munkahelyi elfoglaltságát követően minden szabadidejében a kézilabdázás gondjait igyekezett megoldani, a működtetés minőségi körülményeit erősíteni.
A KVSE Sportkombinát átadásával, az itt létesített 3 salakos kézilabdapálya üzemeltetésével szilárd bázis alakult ki. Az egyik pálya világítóberendezéssel ellátva nemzetközi és esti mérkőzések lebonyolítására, nagy létszámú közönség fogadására alkalmas kiképzésével országosan is ismertté vált.

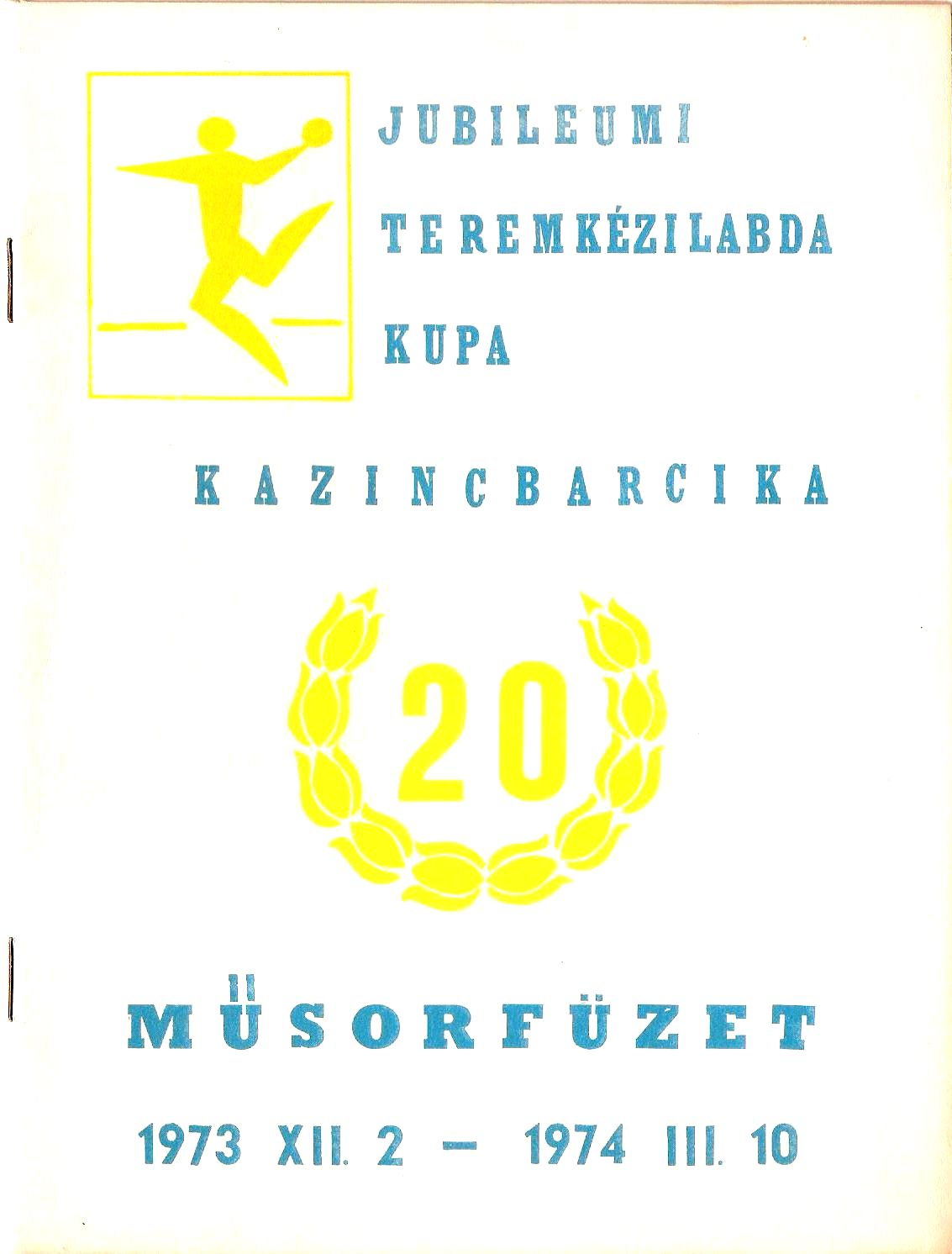
A Jubileumi Teremkézilabda Kupa műsorfüzete (1973)

A későbbiekben a KVSE elnökségi tagja és a Városi Kézilabda Szakszövetség elnöke lett, 1973-tól kézilabda játékvezetőként is tevékenykedett.
Nevéhez fűződött az 1970-es években az Újvárosi Általános Iskola tornatermében rendezett térségi Kézilabda Téli Teremtornák megszervezése, lebonyolításának irányítása is.
1977-ben a Borsod-Abaúj-Zemplén megyei Tanács VB Testnevelési és Sporthivatala megbízta a megye Kézilabda Szövetségében az utánpótlás bizottságának elnöki feladataival.

## Emlékezete
- Az 1980-as évek elején ifjúsági kézilabda emléktornát rendeztek a tiszteletére Kazincbarcikán.
- 2022-ben a Sportlegendák relikviái kiállításon a kazincbarcikai kézilabda szakosztály megalapítójaként említették.
- 2023-ban a Sportlegendák képekben kiállításon részletesen megemlékeztek a tevékenységéről.

## Források

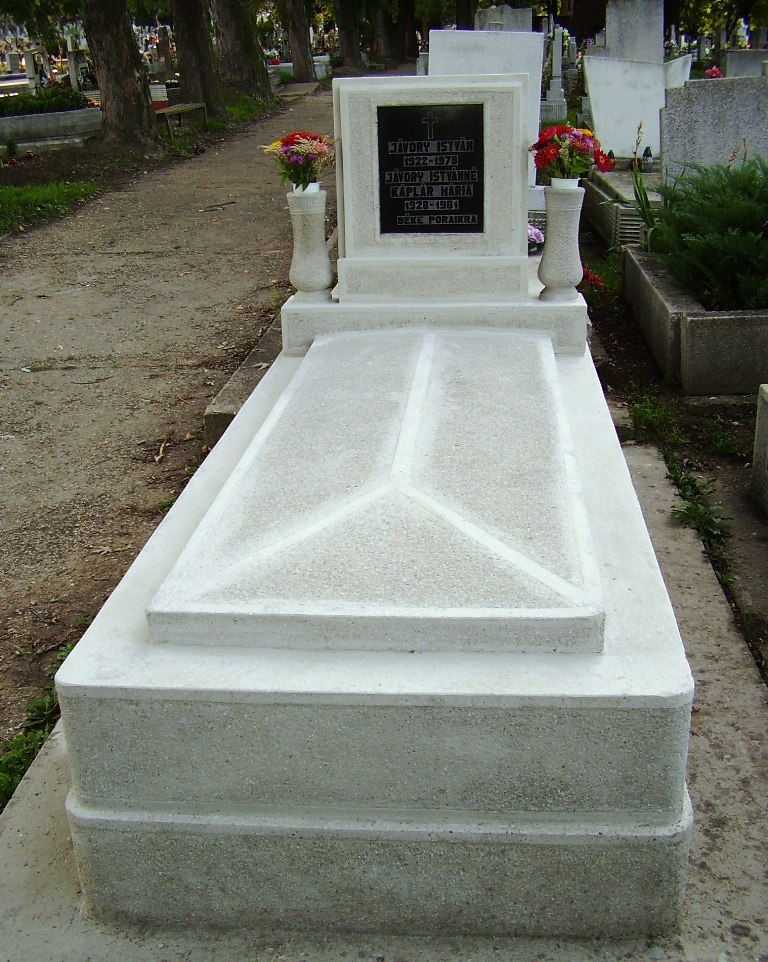
Jávory István és Jávory Istvánné (Káplár Mária) síremléke Kazincbarcikán